# João Lourenço Rebelo
Pour les articles homonymes, voir Rebelo.
João Lourenço Rebelo est né à Caminha en 1610 et mort à Loures, près de Lisbonne, le 16 novembre 1665 et était un compositeur à la cour de Jean IV de Portugal (1603–1656). On trouve parfois les orthographes suivantes : Rebello, Rabello ou Rabelo. Ne pas confondre avec Manuel Rebello (vers 1575-1647)

## Biographie
Rebelo est né à Caminha, au Nord du Portugal en 1610. Il entre au service de la chapelle de Théodose II de Bragance en 1624, à l'âge de 14 ans. Son frère le chapelain et chanteur Padre Marcos Soares Pereira y est employé (en  1641 il sera nommé maître de chapelle). Il devient le maître de son fils le futur João II Duc de Bragance en 1630. Robelo poursuit son apprentissage de musicien et compositeur, probablement avec Roberto Tornar (1587-1629), avant de devenir le maître de chapelle à Vila Viçosa.
Le premier décembre 1640 le roi Jean IV de Portugal est couronné et Rebelo et son frère, transférés à la chapelle royale ; Rebelo y poursuit son œuvre.
En 1646 il est anobli et devient chevalier de la maison royale. Plus tard il est élevé à l'ordre de commandeur de l'ordre du Christ, une situation qui signifiait pour lui de substantiels revenus.
En 1652 Rebelo se marie à la fille d'un juge dont il eut trois enfants.
Jean IV était lui-même compositeur et théoricien. Il défendait l'art de son temps, notamment par un traité : Défense de la musique moderne contre l'opinion erronée de l'évêque Cyrille Franco et la constitution d'un bibliothèque (détruite en 1655). Il honora aussi la musique de Rebelo par des publications de partitions et ses dédicaces,, Deux jours avant sa mort en 1656, le Roi ordonne la publication d'une collection d'œuvres sacrées de Robelo. Une douzaine d'exemplaires se trouvent en Angleterre et le reste disséminé en Europe. Un autre recueil, Psalmi tum vesperarum tum completarum, item Magnificat, Lamentaciones, para efectivos entre 4 e 14 vozes, est publié à Rome en 1657, et dont la composition s'étale de 1635 à 1653.
Rebelo meurt à Apelacão le jeudi 16 novembre 1665, après le roi Jean IV en 1656 et son frère, le père Marcos Soares Pereira.
Son portrait se trouve au sein du palais ducal de Vila Viçosa. Deux lignes de musiques permettent d'identifier ses initiales, peintes sur le plafond de la pièce.

## Œuvres
Rebelo a écrit de nombreuses œuvres sacrées dont une messe à 39 voix pour le trente-neuvième anniversaire de Jean IV. Beaucoup de ses œuvres ont disparu dans le tremblement de terre de Lisbonne du 1er novembre 1755, notamment 17 villancicos.
- Ecce Nunc (Ps. 134)
- Educes Me (Ps. 31 v5)
- Fratres Sobrii, compline
- In Te, Domine, Speravi (Ps. 31 v6)
- Lauda Jerusalem a 16
- Lamentations pour le jeudi Saint
- Magnificat a 13, cantique
- Panis angelicus, hymne
- Qui Habitat (Ps. 91 v6)
- Super aspidem (Ps. 19 v3)
- Vêpres

## Éditions
- Psalmi tum vesperarum, tum completorii, item Magnificat, Lamentationes et Miserere Lisbonne, Fundação C. Gulbenkian, 1982. 4 vol.

## Enregistrements
- Sacred Music from Seventeenth Century Portugal Melgás / Rebelo The Sixteen, Harry Christophers (1996, Collins Classics 1465 ; réédition, Coro 16020)
- Vesper Psalms and Lamentations Huelgas Ensemble, dir. Paul Van Nevel (1992, Sony Vivarte SK 53 115)
- Psalmi, Magnificat & Lamentationes : Laetatus sum, Magnificat, Laudate, pueri (2), Qui habitat, Laudate Dominum, Cum invocarem, Lamentationes - Erik van Nevel (Currende)

## Liens
- Ressources relatives à la musique :   - Discogs
  - MusicBrainz
  - Muziekweb
- Notices d'autorité :   - VIAF
  - ISNI
  - BnF (données)
  - LCCN
  - GND
  - Espagne
  - Pays-Bas
  - Israël
  - NUKAT
  - Portugal
  - WorldCat
- (en) http://findarticles.com/p/articles/mi_qa3870/is_200407/ai_n9420172/?tag=content;col1 au sujet de Jean IV musicien.